# Bob Hoskins
Ifjabb Robert William Bob Hoskins (Bury St. Edmunds, 1942. október 26. –  London, 2014. április 29.) Golden Globe-díjas és BAFTA-díjas angol színész.
Jellegzetes kopasz fejbúbja és zömök testalkata mellett híres az erős brit „cockney” akcentusáról és harcias, energikus természetéről. Előszeretettel alakít politikusokat, történelmi személyeket: A Mussolini és én-ben (1985) magát az olasz vezért alakította, 1994-ben Winston Churchillt alakította a World War II: When Lions Roared című TV-filmben, az 1995-ös Nixonban pedig a kétes hírnevű elnök politikustársát, J. Edgar Hoovert keltette életre. Hoskins családi filmekben is szerepel: Roger nyúl a pácban, Hook, Super Mario kalandjai.

## Karrierje

### A '70-es évek
Bob Hoskins 1942. október 26-án született Angliában. Idősebb Robert William Hoskins (könyvelő, később teherautó sofőr) és Elsie Lillian (szakács és óvodai-iskolai tanár) nevelte fel gyermeküket szinte végig a Suffolki, Bury St. Edmundsban. Hoskins először könyvelő volt, amire hamar ráunt, ezután kipróbálta magát tűzoltóként és tengerészként. 1969-ben véletlenül kapta meg első színházi szerepét. Egy barátját kísérte el egy színházi meghallgatásra, ahol végül őt szemelték ki. A mozivásznon 30 évesen debütált egy teljesen jelentéktelen filmben, az Up the Frontban (1972). Ezután angol tévésorozatok egy-egy epizódjában tűnt fel, de néha-néha bele tudott csempészni filmet is a karrierjébe (Feliratok (1974), Richard Dreyfuss-szal és a Királyi játszma (1975) Alan Bates-szel). 1978-ban főszerepet kapott egy televíziós programban, a Pennies from Heavenben (1978). A szerep meghozta számára a széles körű ismertséget, és jelölték BAFTA Televízió-díjra is.

### Az 1980-as évek

Hosszú nagypéntek: Derek Thomas (Jeff), Bob Hoskins (Harold Shand), és P.H. Moriarty, a „Penge”

Az 1980-as évek remekül indult Hoskins számára. 1980-ban főszereplő volt a Hosszú nagypéntek c. gengszterfilmben, amelyben olyan sikeresen alakította a nehézfiú Harold Shandet (Helen Mirren mellett), hogy a legjobb férfi alakítás kategóriában BAFTA-díjra jelölték.
Ez meghozta Hoskins számára az ismeretséget, ezután kapta jobbnál jobb filmszerepeit: Othello (1981), Tiszteletbeli konzul (1983), Gengszterek klubja (1984) és Terry Gilliam Brazil (1985) című filmje. Az 1986-os Mona Lisa (1986) című filmben talán élete legjobb alakítását hozta, amellyel a kritikusok széles körét is megnyerte: Golden Globe-díj, BAFTA-díj, Legjobb férfi alakítás díja (cannes-i fesztivál), számos kritikusi díj. Még Oscar-díjra is jelölték, de azt végül Paul Newman kapta A pénz színé-ért. 1988-ban alakítása elnyerte minden korosztály tetszését, amikor eljátszotta Eddie Vailant magánnyomozót a Roger nyúl a pácban című családi vígjátékban, amely újabb Golden Globe-díj jelölést hozott. Bob Hoskins kétségkívül az 1980-as évek végére a csúcsra jutott.

### Az 1990-es évek
Hoskins folytatta családi filmekben, Dustin Hoffman és Robin Williams oldalán a Hook (1991) című filmben, a Super Mario kalandjaiban (1993), amelyet Danny DeVitótól „lopott” el, és az Ellopták a szivárványban, amelyben nem csak főszereplő, hanem rendező is volt.
Szinkronhangként is kipróbálta magát a Balto (1995) és Az elfelejtett játékokban (1995), amelyeket saját bevallása szerint nagyon élvezett. A Hétszer 24 (1997) című sportfilmben nyújtott alakításáért megkapta az Európai Filmdíj legjobb színész díját, a Felícia utazásában pedig tökéletesen játszotta el a pszichopatát, amelyet szintén jól fogadott a kritika.

### 2000 után
2000 után Hoskinst inkább mellékszerepekben láthatták: Ellenség a kapuknál (2001), Az elveszett világ (2001), Álmomban már láttalak (2002), A nyakörv (2005), Mrs. Henderson bemutatja (2005) (Golden Globe-díj-jelölés). Ennek ellenére Hoskins rajongótábora továbbra is remélte, hogy ismét látható lesz főszereplőként is. 
2011-ben Parkinson-kórt diagnosztizáltak nála és emiatt 2012. augusztus 8-án bejelentette a visszavonulását.
Ezután a legtöbb idejét családjával töltötte.
2014. április 29-én hunyt el tüdőgyulladásban.

## Fontosabb díjak, jelölések
| Év   | Kategória | Díj                                                | Film                     |
|      |           | Oscar-díj                                          |                          |
| ---- | --------- | -------------------------------------------------- | ------------------------ |
| 1987 | jelölés:  | Oscar-díj a legjobb férfi főszereplő               | Mona Lisa                |
|      |           | BAFTA-díj                                          |                          |
| 1987 | díj:      | BAFTA-díj a legjobb férfi főszereplő               | Mona Lisa                |
| 1983 | jelölés:  | BAFTA-díj a legjobb férfi mellékszereplő           | Tiszteletbeli konzul     |
| 1982 | jelölés:  | BAFTA-díj a legjobb férfi főszereplő               | Hosszú nagypéntek        |
| 1979 | jelölés:  | BAFTA TV-díj a legjobb férfi főszereplő TV filmben | Filléreső                |
|      |           | Cannes-i fesztivál                                 |                          |
| 1986 | díj:      | Cannes-i fesztivál Legjobb férfi alakítás díja     | Mona Lisa                |
|      |           | Európai Filmdíj                                    |                          |
| 2001 | jelölés:  | Európai Filmdíj Legjobb európai színész            | Végakarat                |
| 1997 | díj:      | Európai Filmdíj Legjobb európai színész            | Hétszer 24               |
|      |           | Golden Globe-díj                                   |                          |
| 2006 | jelölés:  | Golden Globe-díj a legjobb férfi mellékszereplő    | Mrs. Henderson bemutatja |
| 1989 | jelölés:  | Legjobb férfi színész (komédia vagy musical)       | Roger nyúl a pácban      |
| 1987 | díj:      | Legjobb férfi színész (dráma)                      | Mona Lisa                |
|      |           | San Sebastián-i Nemzetközi Filmfesztivál           |                          |
| 2002 | díj:      | Donostia-életműdíj                                 | -                        |

## Filmográfia
| Év   | Magyar cím                                    | Eredeti cím                                 | Szerep                             | Magyar hang     |
| ---- | --------------------------------------------- | ------------------------------------------- | ---------------------------------- | --------------- |
| 2012 | Hófehér és a vadász                           | Snow White and the Huntsman                 | Muir, a törpe                      | Tordy Géza      |
| 2012 |                                               | Aleksander Rouge                            | Jean-Baptiste                      |                 |
| 2012 |                                               | Outside Bet                                 | Percy Smith                        |                 |
| 2011 |                                               | Neverland (TV Film)                         | Smee                               |                 |
| 2011 |                                               | Will                                        | Davey                              |                 |
| 2010 | Harc az egyenjogúságért                       | Made in Dagenham                            | Albert                             |                 |
| 2009 | Karácsonyi ének                               | A Christmas Carol                           | Mr. Fezziwig/ idős Joe             |                 |
| 2008 | Pinokkió                                      | Pinocchio (TV Film)                         | Geppetto                           |                 |
| 2008 | Végítélet                                     | Doomsday                                    | Bill Nelson                        |                 |
| 2008 | A táncoló cowboy                              | The Englishman's Boy (TV Film)              | Damon                              |                 |
| 2007 |                                               | Go Go Tales                                 | a báró                             |                 |
| 2007 |                                               | Ruby Blue                                   | Jack                               |                 |
| 2007 | Törvénytelen                                  | Outlaw                                      | Walter Lewis                       | Harsányi Gábor  |
| 2007 | Dugámba dőltem                                | Sparkle                                     | Vince                              |                 |
| 2006 | Békavári uraság – Az új kaland                | The Wind in the Willows (TV film)           | Badger                             |                 |
| 2006 | Hollywoodland                                 | Hollywoodland                               | Eddie Mannix                       |                 |
| 2006 | Párizs, szeretlek!                            | Paris, je t'aime                            | Bob                                |                 |
| 2005 | Maradj!                                       | Stay                                        | Dr. Leon Patterson                 |                 |
| 2005 | Mrs. Henderson bemutatja                      | Mrs Henderson Presents                      | Vivian Van Damm                    |                 |
| 2005 | A Maszk 2. – A Maszk fia                      | Son of the Mask                             | Odin                               | Kristóf Tibor   |
| 2005 | A nyakörv                                     | Danny the Dog                               | Bart                               | Szersén Gyula   |
| 2004 | A tengeren túlon                              | Beyond the Sea                              | Charlie Cassotto Maffia            |                 |
| 2004 | Hiúság vására                                 | Vanity Fair                                 | Sir Pitt Crawley                   | Mikula Sándor   |
| 2003 | Oroszlánbarlang                               | Den of Lions                                | Darius Paskevic                    | Szersén Gyula   |
| 2003 | A nyelvtanárnő                                | The Sleeping Dictionary                     | Henry, a kormányzó                 | Szersén Gyula   |
| 2003 | A jó pápa – XXIII. János                      | Il papa buono (TV film)                     | Angelo Roncalli/ XXIII. János pápa |                 |
| 2002 | Álmomban már láttalak                         | Maid in Manhattan                           | Lionel Bloch                       | Hollósi Frigyes |
| 2002 |                                               | Where Eskimos Live                          | Sharkey                            |                 |
| 2001 | Az elveszett világ                            | The Lost World (TV film)                    | George Challenger professzor       | Szombathy Gyula |
| 2001 | Végakarat                                     | Last Orders                                 | Ray                                |                 |
| 2001 | Ellenség a kapuknál                           | Enemy at the Gates                          | Nyikita Hruscsov                   |                 |
| 2000 | Don Quijote                                   | Don Quixote (TV film)                       | Sancho Panza                       | Csuja Imre      |
| 2000 | Noriega – A sors kegyeltje                    | Noriega: God's Favorite (TV film)           | Manuel Noriega                     | Kristóf Tibor   |
| 2000 | Vigyázz, kész, szűz!                          | American Virgin                             | Joey                               | Szersén Gyula   |
| 1999 | Copperfield Dávid                             | David Copperfield (TV film)                 | Micawber                           | Maros Gábor     |
| 1999 | Felcserélt szerepek                           | The White River Kid                         | Edgar testvér                      | Harsányi Gábor  |
| 1999 | Hol alszik Romeo?                             | A Room for Romeo Brass                      | Steven Laws                        |                 |
| 1999 | Jack kapitány                                 | Captain Jack                                | Jack Armistead                     |                 |
| 1999 | Felícia utazása                               | Felicia's Journey                           | Joe Hilditch                       |                 |
| 1998 |                                               | Parting Shots                               | Gerd Layton                        |                 |
| 1998 | Betti néni                                    | Cousin Bette                                | Cesar Crevel                       | Beregi Péter    |
| 1997 | Hétszer 24                                    | 24 7: Twenty Four Seven                     | Alan Darcy                         |                 |
| 1996 | Michael                                       | Michael                                     | Vartan Malt                        | Makay Sándor    |
| 1996 | A titkosügynök                                | The Secret Agent                            | Verloc                             |                 |
| 1995 | Nixon                                         | Nixon                                       | John Edgar Hoover                  | Csurka László   |
| 1995 | Ellopták a szivárványt                        | Rainbow                                     | Frank Bailey                       |                 |
| 1994 |                                               | World War II: When Lions Roared (TV film)   | Winston Churchill                  |                 |
| 1993 | Super Mario kalandjai                         | Super Mario Bros.                           | Mario Mario                        | Balázs Péter    |
| 1992 | Blue Ice – Kék jég                            | Blue Ice                                    | Sam Garcia                         | Kránitz Lajos   |
| 1992 | Boldog boldogtalan                            | Passed Away                                 | Johnny Scanlan                     | Kránitz Lajos   |
| 1991 | A legbelső körök                              | The Inner Circle                            | Beria                              |                 |
| 1991 | Hook                                          | Hook                                        | Smee                               |                 |
| 1991 | Egy szívesség, egy óra és egy nagyon nagy hal | The Favour, the Watch and the Very Big Fish | Louis Aubinard                     | Tarján Péter    |
| 1991 | Szilánkok                                     | Shattered                                   | Gus Klein                          | Háda János      |
| 1990 | Sellők                                        | Mermaids                                    | Lou Landsky                        |                 |
| 1990 | Zsaruszív                                     | Heart Condition                             | Jack Moony                         | Makay Sándor    |
| 1988 |                                               | The Raggedy Rawney                          | Darky                              |                 |
| 1988 | Roger nyúl a pácban                           | Who Framed Roger Rabbit                     | Eddie Valiant                      | Szersén Gyula   |
| 1987 | Judith Hearne magányos szenvedélyes           | The Lonely Passion of Judith Hearne         | James Madden                       |                 |
| 1987 | Ima egy haldoklóért                           | A Prayer for the Dying                      | Michael Da Costa atya              |                 |
| 1986 | Mona Lisa                                     | Mona Lisa                                   | George                             | Háda János      |
| 1986 | Édes szabadság                                | Sweet Liberty                               | Stanley Gould                      |                 |
| 1985 | Mussolini és én, Galeazzo Ciano               | Mussolini and I (TV film)                   | Benito Mussolini                   |                 |
| 1985 | Brazil (film)                                 | Brazil                                      | Spoor                              | Bácskai János   |
| 1985 | A "Dunera" száműzöttjei                       | The Dunera Boys                             | Morrie Mendellsohn                 |                 |
| 1984 | Gengszterek klubja                            | The Cotton Club                             | Owney Madden                       |                 |
| 1984 | Lassiter                                      | Lassiter                                    | John Becker felügyelő              | Kránitz Lajos   |
| 1983 | Tiszteletbeli konzul                          | The Honorary Consul                         | Perez ezredes                      | Usztics Mátyás  |
| 1983 |                                               | The Beggar's Opera                          | Beggar                             |                 |
| 1982 | Pink Floyd: A fal                             | Pink Floyd The Wall                         | rock and roll menedzser            |                 |
| 1981 | Othello                                       | Othello (TV film)                           | Iago                               |                 |
| 1980 | Hosszú nagypéntek                             | The Long Good Friday                        | Harold Shand                       | Jakab Csaba     |
| 1980 |                                               | Flickers                                    | Arnie Cole                         |                 |
| 1979 |                                               | Zulu Dawn                                   | C.S.M. Williams                    |                 |
| 1978 | Filléreső                                     | Pennies from Heaven (TV film)               | Arthur Parker                      |                 |
| 1975 | Királyi játszma                               | Royal Flash                                 | rendőr                             |                 |
| 1974 | Feliratok                                     | Inserts                                     | Big Mac                            |                 |
| 1972 |                                               | Up the Front                                | toborzó őrmester                   |                 |